# Geografia della provincia di Grosseto
La Geografia della provincia di Grosseto, data l'estensione territoriale di oltre 4.500 km², risulta essere contraddistinta da una grandissima varietà di caratteristiche territoriali, ambientali e paesaggistiche, che contraddistinguono tra loro le varie zone.

## Fascia costiera
La fascia costiera continentale della provincia di Grosseto si sviluppa da nord-ovest a sud-est, dal Golfo di Follonica (confine con la provincia di Livorno) alla foce del fiume Chiarone (confine con la provincia di Viterbo e la regione Lazio).
L'intero tratto litoraneo, prevalentemente pianeggiante, risulta essere costituito da un susseguirsi di ampie falcature basse e sabbiose, interrotte tra loro dalle foci dei corsi d'acqua o da alcuni promontori, che presentano generalmente coste rocciose e frastagliate.
Da nord a sud, troviamo i promontori delle Bandite di Scarlino (213 metri) che interrompono le spiagge del Golfo di Follonica e includono, tra l'altro Cala Violina e Cala Martina, i promontori di Punta Ala e delle Rocchette (350 metri) che chiudono a sud il golfo follonichese, i Monti dell'Uccellina (417 metri) che chiudono a sud il lungo arenile grossetano, infine il Monte Argentario (635 metri) e il promontorio di Ansedonia (113 metri) che interrompono localmente le coste sabbiose nella parte meridionale della provincia che, prima del confine con il Lazio, formano le caratteristiche spiagge ferrifere della Torba.
Mentre le Bandite di Scarlino e il promontorio di Punta Ala e delle Rocchette costituiscono l'appendice sud-occidentale delle Colline Metallifere, gli altri tre promontori risultano completamente isolati, avendo avuto caratteri insulari in ere remote.
Lungo l'intero tratto costiero, sono numerose le fortificazioni e le torri che costituivano nei secoli passati il sistema difensivo da eventuali incursioni piratesche o invasioni via mare.

### Isole
L'Isola del Giglio (496 metri s.l.m. di altezza massima) è la principale isola della provincia di Grosseto. Presenta coste prevalentemente alte e rocciose, fatta eccezione per alcuni piccoli tratti bassi e sabbiosi, come la spiaggia del Campese, la spiaggia dell'Arenella e la spiaggia delle Cannelle.
L'isola di Giannutri (88 metri s.l.m. di altezza massima) è l'altra isola abitata della provincia. Nonostante si sviluppi su quote di poco superiori al livello del mare, le coste risultano essere rocciose, con a Cala dello Scoglio che si apre a nord, Cala dello Spalmatoio a est (offre attracco ai traghetti), Cala Brigantina a sud e Cala Maestra a ovest luogo dell'antico porto romano.
Tra gli isolotti minori non abitati, tutti scogliosi, spiccano in mare aperto le Formiche di Grosseto e la Formica di Burano, mete molto ambite dai sub, mentre dinanzi alla linea di costa sono da segnalare l'Isolotto dello Sparviero con la Torre degli Appiani di fronte a Punta Ala, l'Isola Rossa, l'Isola Argentarola e l'Isolotto di fronte all'Argentario.

## Pianura
La pianura costiera, un tempo area paludosa, malsana e malarica, è stata bonificata a partire dal Settecento per volontà dei Lorena, granduchi di Toscana. Un tempo gran parte della pianura tra Grosseto e Castiglione della Pescaia era occupata dal lago Prile, quasi completamente prosciugato dopo le grandi opere di bonifica: quasi tutta l'area pianeggiante fino al Settecento era ad elevato rischio malaria, pericolo che si è esaurito completamente soltanto all'inizio del secolo scorso.

L'area pianeggiante tende ad inoltrarsi, a tratti, anche nelle aree più interne, risalendo parte dell'ultimo tratto dei principali corsi d'acqua.

A nord, la pianura costira si inoltra nel retroterra formando la Piana del fiume Pecora; nella parte centrale si ha l'estensione maggiore verso l'interno, lungo il fiume Ombrone, dove si forma la Valle dell'Ombrone, che può essere considerata come appendice della Maremma grossetana nell'entroterra; infine, nella parte meridionale, si trova la Piana dell'Albegna che tende ad insinuarsi verso l'interno per alcuni chilometri, fino a lasciare gradualmente spazio alle Colline dell'Albegna e del Fiora.

## Area collinare interna
Il territorio dell'entroterra risulta essere prevalentemente collinare. A nord si sviluppano i rilievi delle Colline Metallifere, procedendo verso sud-est ritroviamo la Valle dell'Ombrone che presenta un'alternanza di colline e vallate lungo i corsi d'acqua, poi le Colline dell'Albegna e del Fiora, con l'Area del Tufo che ne costituisce l'appendice agli estremi orientali; presso il confine più interno con il Lazio si sviluppano le prime vette dei Monti Volsini.

## Rilievi montuosi
Le uniche montagne presenti in provincia di Grosseto sono i rilievi montuosi del cono vulcanico del Monte Amiata, massiccio montuoso costituito da una serie di rilievi isolati ma in continuità tra loro che si innalzano nella parte orientale della provincia, sul confine con quella di Siena,: la vetta dell'Amiata raggiunge i 1.738 metri. Il massiccio montuoso amiatino include anche le cime di Poggio Trauzzolo (1.200 metri), Monte Labbro (1.193 metri), Monte Buceto (1.152 metri), Monte Civitella (1.107 metri) e Monte Aquilaia (1.104 metri).
All'estremità settentrionale del territorio provinciale, si elevano nell'area delle Colline Metallifere (a prevalente carattere collinare) altri tre isolati rilievi montuosi, che superano di poco i mille metri di altitudine: le Cornate di Gerfalco (1.060 metri), il Poggio di Montieri (1.051 metri) e il Poggio Ritrovoli (1.014 metri).

## Fiumi
Il fiume Ombrone è il corso d'acqua principale e sfocia ad estuario a sud della città di Grosseto, in località Bocca d'Ombrone; fiumi secondari che attraversano la provincia sono il Fiora (che sfocia in territorio laziale), l'Albegna, il Pecora e il Bruna; il Merse e il torrente Farma segnano parte del confine settentrionale con la provincia di Siena, mentre l'ultimo tratto del Chiarone segna il confine con quella di Viterbo in prossimità e lungo la fascia costiera. Nell'area amiatina sono da ricordare i torrenti Zancona ed Ente, rinomati per la pesca.

## Laghi, lagune ed aree umide
All'estremità meridionale del territorio provinciale, nel comune di Capalbio, si trovano tre bacini lacustri: il Lago di Burano (principale bacino lacustre costiero), il Lago di San Floriano (anch'esso costiero seppur situato nella pianura maremmana) e il Lago Acquato (nell'area collinare a nord-est di Capalbio).

Nella parte settentrionale della provincia, va segnalato il Lago dell'Accesa, situato nell'area meridionale delle Colline Metallifere a sud di Massa Marittima: anche questo bacino lacustre, al pari del Lago Acquato, non presenta le caratteristiche di lago costiero.
La laguna di Orbetello si è creata in seguito alla formazione di due cordoni di sabbia (Tombolo della Giannella e Tombolo della Feniglia), che unirono l'antica isola dell'Argentario alla terraferma, trasformandola in promontorio: lo specchio di mare tra l'Argentario e la precedente linea di costa (in corrispondenza di Orbetello), chiuso dai due tomboli si è trasformato nell'attuale laguna.
Un'altra zona umida di particolare interesse ambientale è la Diaccia Botrona che si estende nella pianura tra Grosseto e Castiglione della Pescaia; l'area palustre è ciò che rimane dell'antico Lago Prile, quasi interamente prosciugato a seguito dei lavori di bonifica.